# Bram Schmitz
Pour les articles homonymes, voir Schmitz.
Bram Schmitz (né le 23 avril 1977 à Terborg) est un coureur cycliste néerlandais.

## Palmarès
- 1999
  - 3e étape de l'OZ Wielerweekend
- 2000
  - Challenge de Hesbaye
  - 2e de Bruxelles-Opwijk
- 2002
  - 4e étape du Ster Elektrotoer (contre-la-montre)
  - 2e du Ster Elektrotoer
- 2003
  - Classement général du Tour de Rhodes
- 2005
  - 4e étape du Tour de Luxembourg
- 2007
  - Omloop Houtse Linies
  - 1re et 3e étapes du Cinturón a Mallorca
- 2008
  - Omloop Houtse Linies
  - Flèche flamande
  - Tour de Düren
  - 2e du Tour de Bretagne
  - 2e du Circuit de Campine
- 2009
  - Classement général du Tour de Normandie
  - Étoile de Zwolle
  - 2e de la Flèche flamande
  - 3e de l'Omloop Houtse Linies
- 2010
  - 2e de la Batavus Prorace

### Tour d'Italie
- 2005 : 115e

## Classements mondiaux
| Année           | 2007 | 2008 | 2009 | 2010 | 2011 |
| --------------- | ---- | ---- | ---- | ---- | ---- |
| UCI Europe Tour | 324e | 67e  | 118e | 117e | 701e |

## Palmarès en cyclo-cross
- 1997-1998
  - 2e du championnat des Pays-Bas de cyclo-cross espoirs
- 1998-1999
  - 2e du championnat des Pays-Bas de cyclo-cross espoirs